# Охайо (окръг, Кентъки)
Окръг Охайо (на английски: Ohio County) е окръг в щата Кентъки, Съединени американски щати. Площта му е 1546 km², а населението - 22 916 души (2000). Административен център е град Хартфорд.